# Toei Animation Inc.
A Toei Animation Inc. (abreviada como TAI, ou às vezes apenas Toei Animation USA ou Toei LATAM, dependendo do território) é uma distribuidora e licenciadora americana com sede em Los Angeles. É a empresa irmã americana da Toei Animation. Possui parcerias com canais de TV, distribuidores de DVD e sites de streaming.

## História
Devido à decisão da Toei Animation de começar a distribuir séries diretamente desde 2003 com o estabelecimento da Toei Animation Europe com sede em Paris, a Toei Animation Inc. com sede em Los Angeles foi fundada em 2004.
Em 2005, as licenças da Toei Animation que foram distribuídas pela Cloverway Inc. foram transferidas para a Toei Animation Inc. por exigência, deixando a Cloverway sozinha com as licenças dos outros produtores japoneses com os quais intermediou. Como consequência disso, houve uma cadeia de irregularidades, como a perda de fitas master de muitas séries, sendo as versões latino-americanas as mais afetadas por essa mudança na distribuição.

## Anime

### Distribuidor
- Air Gear (sub-distribuído pela Funimation para os EUA)
- Franquia Dragon Ball (distribuído diretamente para a América Latina desde 2005 e subdistribuído pela Funimation para os EUA)
- Franquia Digimon (distribuído diretamente para a América Latina desde 2005 e distribuído diretamente para os EUA desde 2017 originalmente distribuído por Saban Entertainment, BVS Entertainment e Saban Brands. A primeira temporada da franquia é atualmente subdistribuída pela Discotek Media nos EUA.)
- Dr. Slump (distribuído diretamente para a América Latina desde 2005)
- Franquia GeGeGe no Kitarou
  - Série de 1996 (distribuído diretamente para a América Latina desde 2005)
  - Série de 2018
- Franquia Magical Doremi (distribuído diretamente para a América Latina desde 2005)
- Mazinger Z (distribuído diretamente para a América Latina desde 2012)
- Ghost Sweeper Mikami (distribuído diretamente para a América Latina desde 2005)
- Hell Teacher Nūbē (distribuído diretamente para a América Latina desde 2005)
- Ashita no Nadja (distribuído diretamente para a América Latina desde 2005)
- One Piece (versão 4Kids, distribuído diretamente para a América Latina e subdistribuído pela Funimation para os EUA)
- Franquia Pretty Cure
  - Futari wa Pretty Cure (distribuído diretamente para a América Latina desde 2008)
  - Glitter Force (distribuído diretamente para a América Latina e EUA desde 2017)
  - Glitter Force Doki Doki (subdistribuído por Saban Brands (mais tarde Allspark Animation) para os EUA e América Latina)
- Franquia Cavaleiros do Zodíaco (distribuído diretamente para a América Latina desde 2005)
- Franquia Sailor Moon (distribuído diretamente para a América Latina desde 2005 e subdistribuído pela Viz Media para os EUA desde 2014)
  - Sailor Moon Crystal (distribuído diretamente para a América Latina desde 2017 e subdistribuído pela Viz Media para os EUA.)
- Slam Dunk (distribuído diretamente para a América Latina desde 2005)
- Toriko (distribuído diretamente para a América Latina desde 2012 e subdistribuído pela Funimation para os EUA)
- World Trigger

### Produções originais
- Knights of the Zodiac: Saint Seiya (2019)